# Locomotion (videogioco 1992)
Locomotion è un videogioco rompicapo basato sul controllo in tempo reale di scambi ferroviari, pubblicato nel 1992 per i computer Amiga, Atari ST, Commodore 64 e MS-DOS dall'editrice tedesca Kingsoft.

## Modalità di gioco
La schermata di gioco mostra una visuale fissa, dall'alto, di una rete fitta e caotica di binari ferroviari, comprendente un numero variabile di stazioni di capolinea e di scambi a due posizioni. L'obiettivo è far arrivare un certo numero di treni alla giusta stazione entro un tempo limite. I treni sono composti dalla sola locomotiva, sbucano fuori di tanto in tanto da una delle stazioni e avanzano costantemente, fermandosi ad aspettare solo quando trovano i binari interrotti a causa di uno scambio. Ogni stazione è etichettata da una lettera dell'alfabeto, così come i treni, che indicano in tal modo a quale stazione esattamente devono arrivare (può essere anche la stessa da cui sono partiti).
Il giocatore, tramite un puntatore, può azionare indipendentemente ciascuno degli scambi per commutarlo tra le due posizioni possibili, in modo da guidare i treni a destinazione evitando che si scontrino tra loro. Per risparmiare tempo c'è anche la possibilità di far andare tutti i treni più veloci tenendo premuto il pulsante.
Se due treni si scontrano vengono eliminati, e se se ne perdono otto, oppure se si esaurisce il tempo, si fallisce e bisogna ritentare il livello da capo. Se un treno arriva alla stazione sbagliata si limita a invertire il senso di marcia e ripartire.
Ci sono oltre 100 livelli, differenti nella struttura e a volte nel tipo di paesaggio (es. innevato). La difficoltà aumenta anche con l'aumentare della velocità e del numero massimo di treni che possono essere presenti contemporaneamente in gioco. Tramite password è possibile partire da livelli più avanzati. È presente inoltre un editor di livelli integrato.